# خوان لسکانو
خوان لسکانو (انگلیسی: Juan Lescano؛ زادهٔ ۲۹ اکتبر ۱۹۹۲) بازیکن فوتبال اهل آرژانتین است.
از باشگاه‌هایی که در آن بازی کرده‌است می‌توان به باشگاه فوتبال رئال مادرید، باشگاه فوتبال آنژی مخاچ‌قلعه، باشگاه فوتبال ینی‌سئی کراسنویارسک، باشگاه فوتبال شباب الاهلی امارات، و باشگاه فوتبال لوگانو اشاره کرد.